# Grup de l'argirodita
El grup de l'argirodita és un grup de minerals de la classe dels sulfurs format per cinc espècies minerals: alburnita, argirodita, canfieldita, putzita i spryita. A més, es coneixen molts membres sintètics que han estat estudiats per les seves propietats termoelèctriques. L'argirodita, la canfieldita i l'spryita cristal·litzen en el sistema ortoròmbic, mentre que les altres dues espècies ho fan en l'isomètric.
| Espècie     | Fórmula                 |
| ----------- | ----------------------- |
| Alburnita   | Ag₈GeTe₂S₄              |
| Argirodita  | Ag₈GeS₆                 |
| Canfieldita | Ag₈SnS₆                 |
| Putzita     | (Cu4,7Ag3,3)GeS₆        |
| Spryita     | Ag₈(As3+ 0,5As5+ 0,5)S₆ |

## Classificació
Segons la classificació de Nickel-Strunz, els minerals del grup de l'argirodita pertanyen a "02.BA: sulfurs metàl·lics amb proporció M:S > 1:1 (principalment 2:1) amb coure, plata i/o or», juntament amb els minerals següents: calcocita, djurleïta, geerita, roxbyita, anilita, digenita, bornita, bellidoïta, berzelianita, athabascaïta, umangita, rickardita, weissita, acantita, mckinstryita, stromeyerita, jalpaïta, selenojalpaïta, eucairita, aguilarita, naumannita, cervel·leïta, hessita, chenguodaïta, henryita, stützita, fischesserita, penzhinita, petrovskaïta, petzita, uytenbogaardtita, bezsmertnovita, bilibinskita i bogdanovita.